# Battleship New Jersey Museum and Memorial
Le Battleship New Jersey Museum and Memorial (Musée-mémorial du cuirassé New Jersey)  est situé au 62 Battleship Place à Camden dans le New Jersey. Ce musée maritime conserve et expose le navire musée de classe Iowa l'USS New Jersey (BB-62), le cuirassé le plus décoré à avoir servi dans l'United States Navy et l'un des plus grands jamais construits.

## Historique
En février 1991, l'USS New Jersey a été retiré et envoyé à Bremerton, dans l'État de Washington pour intégrer l'United States Navy reserve fleets, faisant ainsi du cuirassé une sauvegarde en cas d'urgence. Après avoir été inscrit et retiré du registre naval pendant encore sept ans, le cuirassé a été approuvé par le Congrès des États-Unis pour être échangé avec l'USS Iowa (BB-61) sur le registre naval.
L'USS New Jersey devait se rendre sur l'un des trois sites du New Jersey (Bayonne, Jersey City ou Camden) qui seraient choisis par la Battleship Commission. Le 3 février 1999, Jersey City a décidé de ne pas soumettre de proposition pour obtenir le cuirassé, invoquant l'unité avec Bayonne et les inquiétudes concernant les dépenses nécessaires pour que le cuirassé y soit correctement stationné. Bayonne est devenu l'un des favoris du président de la Commission des cuirassés, Joseph Azzolina (en), qui a déclaré que la proposition de Bayonne et de Jersey City aurait plus de chances d'attirer des touristes qu'à Camden. Camden a répliqué, offrant quatre millions de dollars pour convertir le cuirassé en musée si le cuirassé devait venir à Camden. Camden voulait que le cuirassé améliore le front de mer et aussi parce que beaucoup de personnes qui ont travaillé à la construction du cuirassé avaient vécu dans la région.

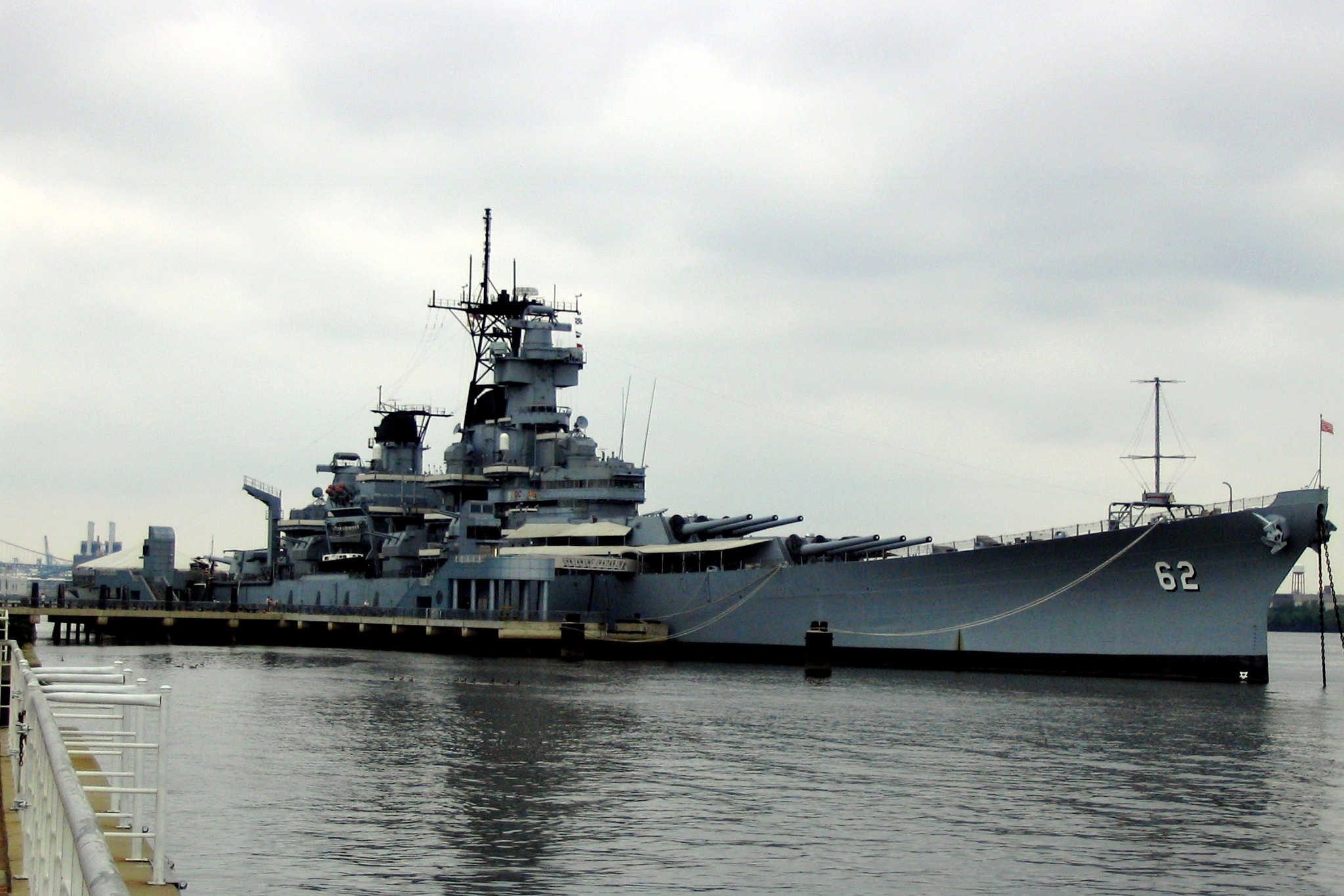
USS New Jersey à Camden

Le 10 septembre 1999, la Battleship Commission a choisi Bayonne comme site du cuirassé New Jersey. Les habitants de South Jersey n'étaient pas satisfaits de la décision, car de nombreuses personnes qui ont voté sur l'endroit où le cuirassé finirait par se retrouver étaient du nord de Jersey. La commission a décidé que l'US Navy déciderait où le cuirassé finirait. Le 11 novembre 1999, le cuirassé est arrivé à Philadelphie. L'arrivée à Philadelphie devait être temporaire et serait déplacée à Camden ou à Bayonne une fois qu'une place aurait été finalisée. Le 21 janvier 2000, l'US Navy a décidé que Camden accueillerait le cuirassé en raison de nombreux facteurs, y compris un plan beaucoup plus détaillé de Camden sur ce qu'ils feraient avec le cuirassé, l'argent que Camden était prêt à donner au cuirassé, et une peur que l'USS Intrepid (CV-11), un autre navire musée de l'Intrepid Sea-Air-Space Museum de New York, soit éclipsé par le cuirassé. Le Congrès avait 30 jours pour revenir sur la décision du cuirassé d'aller à Camden, mais a finalement décidé d'être d'accord avec l'US Navy.
Le 7 février 2001, le cuirassé a obtenu l'approbation des changements de quai qu'il souhaitait mettre en œuvre, mais il fallait encore accorder une exception pour draguer la zone pendant la saison de reproduction des poissons de printemps. Le 8 mai 2001, le Corps du génie de l'armée des États-Unis a approuvé le dragage de la rivière Delaware afin de stationner le cuirassé au nouveau quai. Le navire avait besoin de 11 m de dégagement en profondeur pour s'adapter. Les matériaux de dragage excédentaires sont allés au National Park du comté de Gloucester.

Passerelle d'accès au musée

À l'origine, le musée du cuirassé prévoyait d'ouvrir le week-end du Labor Day, mais a finalement été retardé en raison de la tempête tropicale Barry qui a retardé une expédition de matériaux pour le cuirassé. La journée d'ouverture a été reportée au 15 octobre 2001. Le musée a organisé des groupes de visites de 15 personnes qui ont duré de 90 minutes à 120 minutes et ont couvert 7 ponts du navire. Le musée devrait accueillir 1 500 personnes par jour pendant les premiers jours d'ouverture. Au cours des deux premiers jours, la plupart des critiques étaient positives, mais certaines n'étaient pas satisfaites de la situation des tournées. Certains souhaitaient que les gens soient autorisés à explorer le musée par eux-mêmes sans avoir besoin de faire une visite.

## Exposition
- Support et monture du canon quadruple  Mark 2 Bofors 40 mm, utilisé entre 1939 et 1950 comme arme anti-aérienne intermédiaire
- Une triple tourelle de canon de 406 mm/50 calibres Mark 7 utilisé pour le bombardement côtier
- Support de canon de 5 pouces/38 calibres utilisé contre toutes les cibles
- Mark 15 20 mm Phalanx  utilisé contre les attaques de missiles
- Missile de croisière BGM-109 Tomahawk : silo de 32 missiles
- Missile antinavire AGM-84 Harpoon
- Quartiers de l'équipage
- Salle de contrôle radio
- Salle des radars
- Cabine du personnel supérieur

## Galerie
|                              |
| Tourelle de canons de 406 mm |

|                       |
| Batteries de 5 pouces |

|                  |
| Missile Tomahawk |

|                             |
| Missiles Harpoon et Phalanx |